# Willi Bißbort
Wilhelm Bißbort, genannt Willi (* 1. März 1910 in Nünschweiler; † 8. Mai 1990 in Waldfischbach-Burgalben) war ein deutscher Politiker (FDP).

## Leben
Bißbort besuchte die Volksschule, Fortbildungsschule, Landwirtschaftsschule und die Bauernhochschule. Danach war er in der Landwirtschaft tätig und wurde 1935 Landjugendreferent des Reichsnährstands, Kreisbauernschaft Zweibrücken und Landbauernschaft Saar-Pfalz. 1939 bis 1945 leistete er Kriegsdienst und wurde zuletzt Offizier. Nach dem Krieg war er 1953 in der Verwaltung großer landwirtschaftlicher Güter tätig und danach Angestellter in der Finanzverwaltung Rheinland-Pfalz.

## Politik
Bißbort trat zum 1. Mai 1929 der NSDAP bei (Mitgliedsnummer 133.086). 1931 bis 1935 war er Mitglied der SA und dort Truppführer. 1936 bis 1945 gehörte er der HJ and und war dort Gefolgschaftsführer. Im Rahmen der Entnazifizierung wurde er mit Säuberungsbescheid des Untersuchungsausschusses Neustadt am 15. August 1949 als Mitläufer eingestuft und zu 50 DM Geldbuße verurteilt. Die Entscheidung wurde von der Spruchkammer Neustadt am 13. Oktober 1949 bestätigt.
1951 wurde er Mitglied der FDP und dort 1952 Vorsitzender des FDP-Kreisverbands Pirmasens-Land. 1959 wurde er stellvertretender Vorsitzender des FDP-Bezirksverbands Westpfalz. 1960 erfolgte die Wahl zum Mitglied des Bezirkstags und des Bezirksausschusses, 1964 wurde er stellvertretender Bezirkstagsvorsitzender. Er war Mitglied des Kreistags und des Kreisausschusses und dort Fraktionsvorsitzender.
Dem Rheinland-Pfälzischen Landtag gehörte er vom 25. Mai 1967 bis zum 17. Mai 1971 an. Er war Nachrücker für Fritz Schneider. Im Landtag war er Mitglied im Ausschuss für Landwirtschaft und Weinbau, Haushalts- und Finanzausschuss und der Rechnungsprüfungskommission.